# Барун-Оронгой
Барун-Оронгой (рос. Барун-Оронгой) — улус Іволгинського району, Бурятії Росії. Входить до складу Сільського поселення Оронгойське.
Населення — 48 осіб (2015 рік).